# Ceroctis delogoensis
Ceroctis delogoensis es una especie de coleóptero de la familia Meloidae.

## Distribución geográfica
Habita en Mozambique.